# Kristine Miller
Kristine Miller est une actrice américaine née Jacqueline Olivia Eskesen, le 13 juin 1925 à Buenos Aires (Argentine) et morte à la fin de 2015 à Monterey en Californie aux États-Unis.
Après quelques films pour le grand écran, elle consacra presque entièrement sa carrière à la télévision.

## Filmographie (partielle)

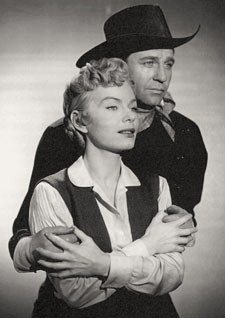
Miller et Jim Davis dans Histoires du siècle dernier (1955).

### Au cinéma
- 1947 : La Furie du désert (Desert Fury)
- 1948 : Raccrochez, c'est une erreur (Sorry, Wrong Number)
- 1948 : L'Homme aux abois (I Walk Alone)
- 1949 : La tigresse de Byron Haskin : Kathy Palmer
- 1950 : La Rue de traverse (Paid in Full), de William Dieterle
- 1950 : La Vallée du solitaire (High Lonesome) d'Alan Le May
- 1954 : Le Carrefour de l'enfer (en) (Hell's Outpost)
- 1956 : Thunder Over Arizona (en)
- 1957 : The Persuader

### À la télévision
- 1955 : Histoires du siècle dernier (Stories of the Century, série)